# 2020 HS7
2020 HS7 は、2020年4月28日に地球中心から約 42,700 km 以内の距離にまで接近した地球近傍天体（NEO）に分類されている小惑星である。最接近時の地球に対する相対速度は約 15.6 km/s に達した。大きさは自動車と同程度で、最初に発見されたときは地球に影響を与える可能性が10％あったが、後の観測により 2020 HS7 が地球に影響を及ぼす危険はないことが示された。
2020 HS7は、2020年4月27日にハワイのハレアカラ天文台で行われているパンスターズ計画によって発見された。2055年までには月までの距離よりも近い距離まで接近することはない。2022年、日本の長野県にある木曽観測所で行われた観測から、2020 HS7はわずか3秒という非常に短い周期で自転していることが判明したと報告された。光度曲線には振幅が0.07等級という非常に小さな自転による光度の変動が見られたが、これは 2020 HS7 がほぼ球状の形になっている、または観測時は地球に対してほぼ自転軸を向けていたためと考えられている。